# Albrecht Rengger
Albrecht Rengger (* 1764 in Gebenstorf; † 23. Dezember 1835 in Aarau) war ein Schweizer Arzt und ein bedeutender Politiker der Helvetischen Republik und des Kantons Aargau.

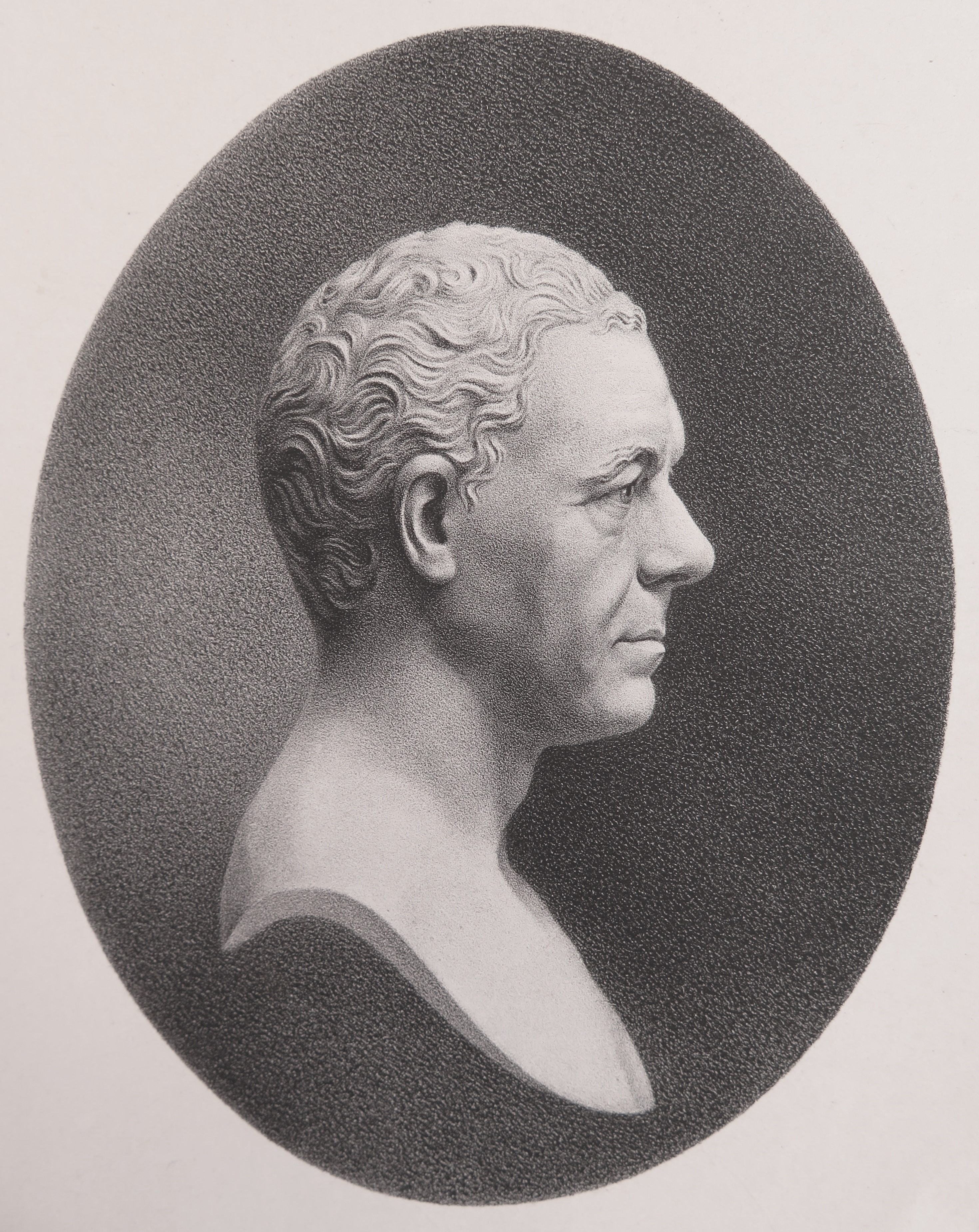
Albrecht Rengger

## Biografie
Albrecht Rengger war der Sohn des Pfarrers Abraham Rengger (1732–1794) aus Brugg, der zuerst in Gebenstorf und später am Berner Münster wirkte. Zuerst studierte er Theologie, später Medizin in Göttingen, wohin er unter anderem mit Samuel Friedrich Lüthardt gegangen war, und Pavia. 1788 erhielt er den Titel eines Dr. med. und begann in Bern als Arzt zu arbeiten. Als Mitglied der Helvetischen Gesellschaft trat er auch publizistisch für eine Erneuerung der Eidgenossenschaft ein und begrüsste die französische Revolution.
Am 30. Januar 1798 wurde Rengger von Brugg in den erweiterten Grossen Rat der Stadt und Republik Bern gewählt und beendete seine Tätigkeit als Arzt. Nach der helvetischen Revolution wurde er zuerst am 20. Mai 1798 zum Präsidenten des obersten Gerichtshofs der Helvetischen Republik gewählt, wechselte aber schon am 2. Juni in das Amt des helvetischen Innenministers. Als Minister förderte er zahlreiche fortschrittliche Projekte, so z. B. die Anstalt von Johann Heinrich Pestalozzi in Stans. Rengger war als Unitarier am zweiten Staatsstreich vom 7. August 1800 beteiligt und wurde im Januar 1801 mit dem unitarischen Verfassungsentwurf nach Paris entsandt. Dort empfing er von Napoléon Bonaparte als Gegenentwurf die sog. Verfassung von Malmaison und musste diese den helvetischen Behörden überbringen. Nach dem föderalistischen dritten Staatsstreich vom 17. Oktober 1801 musste Rengger als Innenminister zurücktreten. Am 6. November 1802 wurde er als zweiter Landammann der Schweiz gewählt und fungierte nach dem erneuten unitarischen Staatsstreich vom 17. April 1802 bis zum Ende der helvetischen Republik 1803 wieder als Minister.
Nach der napoleonischen Intervention im Herbst 1802 zog sich Rengger von der Politik zurück und praktizierte in Lausanne bis 1814 als Arzt. 1814 wirkte er an der neuen aargauischen Verfassung mit und vertrat die Interessen des Aargau am Wiener Kongress gegen die Ansprüche Berns. Die Stadt Aarau verlieh ihm im Dezember 1814 das Bürgerrecht und im Juni 1815 wurde er als Vertreter der Stadt in den Aargauer Grossen Rat gewählt, so dass er seinen Wohnsitz nach Aarau verlegte. Im Kanton Aargau führte die zweite politische Karriere Albrecht Rengger 1815–1820 in die aargauische Regierung.

## Ruhestand
Danach lebte er bis zu seinem Tod als Privatmann in Aarau und widmete sich geognostischen Studien sowie der Erziehung der Kinder seines verstorbenen Bruders. Besondere Förderung erhielt Johann Rudolf Rengger, der nach einer achtjährigen Studienreise in Südamerika unter Anleitung seines Onkels zwei Werke über Paraguay herausgab. Obgleich er sich sehr aktiv (teils auf 14 stündigen Wanderungen) um die geologische Erforschung seiner Heimat kümmerte lehnte er öffentliche Verpflichtungen wie etwa die angebotene Präsidentschaft in der Aargauischen Naturforschenden Gesellschaft strikt ab.
Der umfangreiche Nachlass von Albrecht Rengger befindet sich im Staatsarchiv Aargau.

## Schriften (Auswahl)
- 1824: Beiträge zur Geognosie, besonders zu derjenigen der Schweiz. Stuttgart, Cotta. Erster Theil (der zweite Theil blieb, obwohl im Manuscript vollendet, infolge Zusammentreffens hindernder Umstände ungedruckt). Im ersten Teil behandelt er umfassend erstmals den südlichen Schwarzwald und Hotzenwald.
- 1829: Ueber den Umfang der Juraformation, ihre Verbreitung in den Alpen und ihr Verhältniß zum Tertiärgebirge, als Einleitung einer Beschreibung des aargauischen Juragebirges. Zürich.
- 1831: Ueber die Alpenpässe und Alpenstraßen (in Leonhard’s mineralogischem Taschenbuch).
- 1835: Reise nach Paraguay in den Jahren 1818–26 von Dr. Joh. R. Rengger, aus des Verfassers handschriftlichem Nachlaß herausgegeben von A. Rengger. Aarau, Sauerländer.